# Wettin-Löbejün
Wettin-Löbejün település Németországban, azon belül Szász-Anhalt tartományban. Lakosainak száma 9706 fő (2023. december 31.). Wettin-Löbejün Salzatal és Petersberg községekkel határos.

## Népesség
A település népességének változása:
| Lakosok száma | 9955 | 9832 | 9828 | 9794 | 9747 | 9706 |
|               | 2015 | 2017 | 2019 | 2021 | 2022 | 2023 |